# Ostha costata
Ostha costata är en fjärilsart som beskrevs av William Schaus 1912. Ostha costata ingår i släktet Ostha och familjen nattflyn. Inga underarter finns listade i Catalogue of Life.